# 호아킨 피케레스
호아킨 피케레스 모레이라 (Joaquín Piquerez Moreira, 1998년 8월 24일 ~ )는 우루과이의 축구 선수이며, 파우메이라스에서 레프트백 또는 미드필더로 뛰고 있다.